# Intermission (album)
Intermission – pierwszy album koncertowy heavymetalowego zespołu Dio, wydany w 1986 roku. Album zawiera zapis koncertu z San Diego, nagranego podczas pierwszej części tournée promującego album Sacred Heart.

## Lista utworów
1. „King of Rock and Roll” – 3:24
2. „Rainbow in the Dark” – 6:10
3. „Sacred Heart” – 6:10
4. „Time to Burn” – 4:24
5. „Rock ’N’ Roll Children”/"Long Live Rock ’n’ Roll"/"Man on the Silver Mountain” – 9:38
6. „We Rock” – 4:34

## Twórcy
- Ronnie James Dio – śpiew
- Vivian Campbell – gitara
- Craig Goldy – gitara
- Jimmy Bain – gitara basowa
- Claude Schnell – keyboard
- Vinny Appice – perkusja